# Grove Dictionary of Music and Musicians
Grove Dictionary of Music and Musicians er en encyklopædi omfattende musik og musikere. Sammen med den tysksprogede Musik in Geschichte und Gegenwart er den det største opslagsværk for vestlig musik. Værket er gennemgået flere revisioner siden det 19. århundrede og bruges bredt. I de senere år er den gjort tilgængelig som en elektronisk udgave.